# Chiesa di Sant'Andrea in Rossano
La chiesa di Sant'Andrea in Rossano è una chiesa parrocchiale appartenente alla diocesi di Forlì-Bertinoro, nel territorio comunale di Forlimpopoli, nella frazione che prende il nome di Sant'Andrea in Rossano. 

## Storia
Il nome della chiesa in origine era Sant'Andrea di Cadignano, dalla denominazione di un fondo. Così viene chiamata nei documenti più antichi, dove viene associata a un'altra chiesa, San Paolo in Campora, che doveva essere piccola, ma con annesso cimitero, dato che esistono testimonianze di sepolture lì presenti. Nel 1731 si ha l'ultimo documento che riporta la denominazione della chiesa di San Paolo come ancora esistente, dove si parla della morte del parroco don Leonardo Carpanterio Laziosi e si ricorda che ha retto le due chiese. Nel 1771 la chiesa di San Paolo è probabilmente già in rovina e resta di essa solo un ricordo che darà il nome a un podere e poi a una via nei pressi di dove si trovava. I suoi ruderi spariscono completamente entro il 1855, quando il parroco di Sant'Andrea, don Manuzzi, annota che alla sua parrocchia risulta da tempo incorporata la parrocchia della chiesa di san Paolo, di cui non resta alcuna testimonianza.
La denominazione in Rossano (citato anche come Russano o Villa Russani), invece, che pure si trova abbinata alla chiesa, è legata alla Porta Rossana, che dava a Forlimpopoli l'accesso alle campagne circostanti, fra cui al paese di Sant'Andrea in Rossano. La porta, risalente al XV secolo, è stata abbattuta nel 1906.
La prima menzione della chiesa risale alla fine del Duecento e riguarda alcuni pagamenti. Fra Trecento e Quattrocento la chiesa viene nominata per lasciti, testamenti o sepolture. 
Nella secentesca Historia di Forlimpopoli di Matteo Vecchiazzani viene ricordato l'episodio in cui il cardinale Albornoz nel 1361 distrusse la città di Forlimpopoli, causando la fuoriuscita di famiglie anche importanti che avrebbero poi creato nuclei abitati nella zona: Vecchiazzani attribuisce a questo momento la nascita del paese, per iniziativa delle famiglie Berti e Bottrighelli che, fuggendo dalla città, creano un nucleo abitato fortificato. 
Nel 1371 la Descriptio provinciæ Romandiolæ cita la Villa Russani, attribuendole ventitré focolari e la Villa Camporae con dodici focolari. 
Nel 1457 una lettera di parrocchiani si lamenta del rettore, il frate camaldolese don Battista, che si comporta male dandosi alla caccia e avendo ridotta la chiesa a una piccionaia per l'abitudine di tenerci piccioni.
Nel 1469 è presente un inventario dei beni della chiesa che informa della presenza di due altari: oltre a quello maggiore ne è presente uno dedicato a San'Antonio.
Con la chiusura del Concilio di Trento nel 1563 si richiede alle parrocchie maggiore attenzione nella gestione dei documenti. L'archivio di Sant'Andrea parte da documenti del 1608 con notizie di cresime, matrimoni e funerali (non di battesimi, perché la chiesa ancora non ha il fonte). Mediante le firme si possono ricostruire i nomi dei primi rettori: Pier Franco Cimatti fino al 1615 (che acquista un confessionale, ripara il tetto, restaura la chiesa di San Paolo e fa bonificare i terreni), don Francesco Benagli fino al 1629 (in questo periodo viene ricordato che nella chiesa ci sono due altari, uno dedicato alla Madonna, uno a Sant'Antonio e nei poderi veniva prodotta della canapa), don Giuseppe Ferragalli (fino al 1632), don Cristoforo Bassani (fino al 1663).
Nel 1714 risulta l'ultima sepoltura nel cimitero di San Paolo. 
Don Domenico Salaghi, parroco dal 1666 al 1715 dichiara di avere 414 parrocchiani e realizza un inventario della chiesa fra cui risulta un quadro con la conversione di San Paolo. 
Nel 1750 risulta esserci un campanile con una campana su cui era inciso il nome del parroco don Giovanni Battista Baccagli.
Nel 1771 don Gian Battista Brenti prende possesso della parrocchia. La popolazione ammonta a 370 persone che sono tutti lavoratori di proprietà altrui, in prevalenza monasteri. Il nuovo parroco fa fruttare la terra della parrocchia e ricostruisce la chiesa dalle fondamenta, prima inglobando la vecchia costruzione e poi facendo abbattere i vecchi muri interni, ottenendo così una chiesa più grande come perimetro. Approfitta anche per rendere la chiesa più alta. Ci sono possibilità che per realizzare questa nuova costruzione si sia impiegato materiale di recupero dalla vecchia chiesa di San Paolo che in effetti scompare dalle diciture e di cui non restano tracce né ruderi documentati. Sempre in questo periodo vengono acquistati o commissionati nuovi arredi: un quadro con la Madonna delle Grazie di Giuseppe Marchetti (1781) con cornice dell'anno dopo realizzata dall'intagliatore Miori, il tabernacolo (1783), un Crocifisso ligneo e un confessionale.
Una lapide murata nell'interno della chiesa ricorda il passaggio dei napoletani e degli Austriaci, avvenuto senza danni per la chiesa e per la parrocchia. Con la fine del periodo napoleonico in chiesa viene acquistato un nuovo quadro per l'altare maggiore raffigurante Sant'Andrea dal parroco don Vincenzo Castelli.
A inizio Ottocento il parroco don Sante Tassinari fa costruire il campanile dotato di tre campane. Si registra in questo periodo una terribile epidemia di colera. Nel 1858 viene ristrutturata la casa colonica che risaliva al 1771 come la chiesa all'interno della quale viene spostato l'organo che era in chiesa dal Settecento. Nel 1883 viene costruito il cimitero.
Nel 1912 in chiesa viene eretto il fonte battesimale, nel 1925 viene allargato il cimitero e nel 1933 Cesare Camporesi realizza alcune decorazioni interne.
Durante la seconda guerra mondiale, pur minato dai tedeschi, il campanile si salva. Vengono eseguiti alcuni restauri ai tetti e ai pavimenti. Nel 1949 viene collocata la statua della Vergine in cima alla facciata, in ricordo della Peregrinatio Mariae. Intorno al 1962 la ditta Ducato di Torino realizza le vetrate per i finestroni (sulla facciata e sull'altare di San Paolo) con disegno di Piero Dalle Ceste. Nel 1965 l'altare maggiore con il tabernacolo settecentesco viene spostato nella cappella di San Paolo, sostituito da un altare realizzato dalla ditta Lugaresi di Cesena e viene acquistato un organo elettrico. L'organetto ottocentesco, piuttosto malridotto, viene venduto alla ditta Piccinelli di Padova. Viene rimossa la cantoria sopra la porta, dato che ormai risultava inutile. Nel 1968 viene donata alla chiesa una via Crucis in ceramica realizzata da Gaetano dal Monte di Faenza.
Al 1970 risale la ristrutturazione del campanile e la fusione di quattro nuove campane, fuse a Udine, che sostituiscono le tre precedenti. Sempre negli anni settanta del Novecento, l'Istituto Artigianelli di Cesena realizza il portale in travertino.

## Descrizione

### Esterno

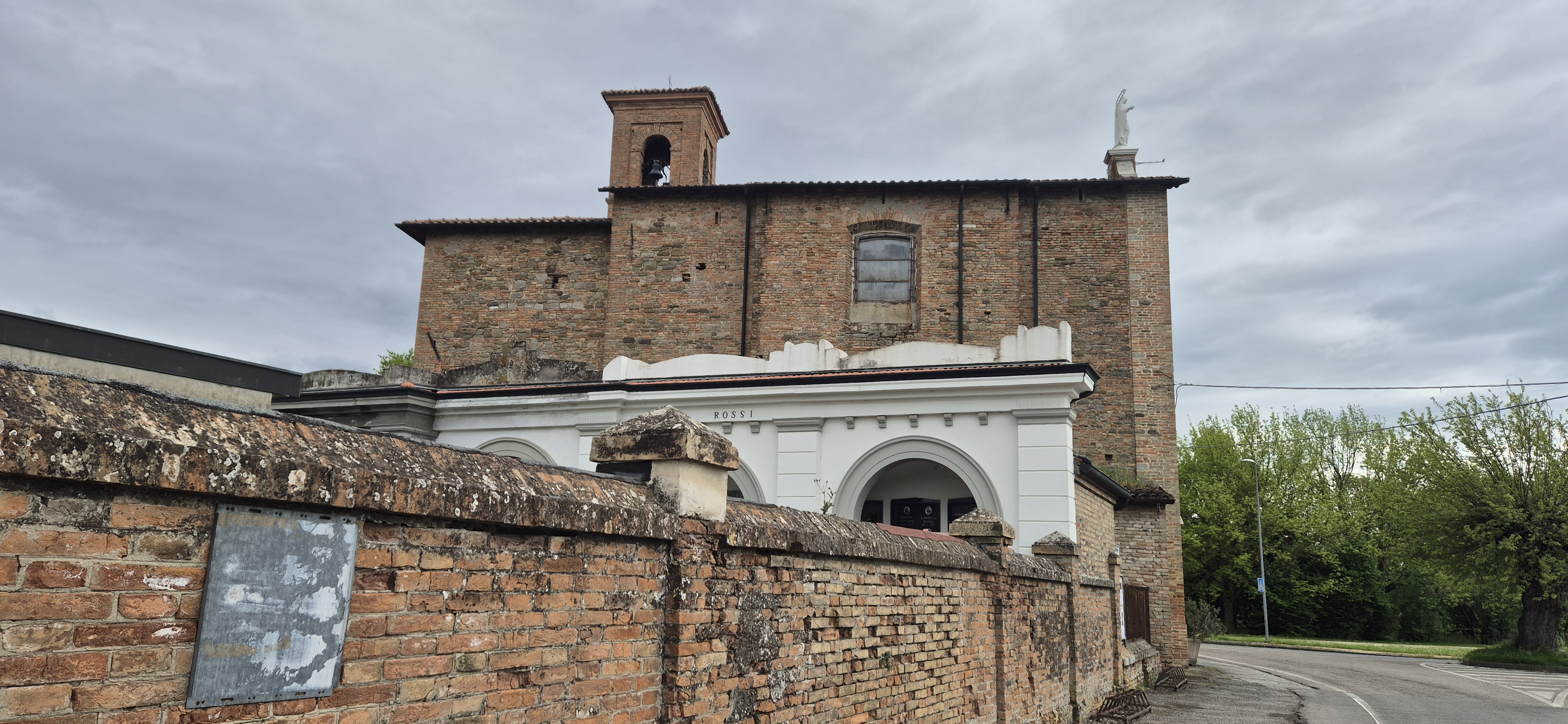
Prospetto laterale visto dalla zona del cimitero

La chiesa è orientata a est. Alla sua sinistra si colloca il cimitero parrocchiale e a destra gli edifici della canonica. È realizzata in mattoni e pietre disposte in maniera irregolare. Davanti alla chiesa si trova un incrocio di tre strade con al centro un gelso secolare. Nei pressi si trovano altri otto esemplari di cui vegetano solo in cinque: essi testimoniano l'antica pratica dell'allevamento del baco da seta. Nel cimitero c'erano due cipressi, poi abbattuti.
La facciata si presenta piuttosto stretta e allungata, con forma a capanna e realizzata in mattoni. La ragione dell'allungamento va in parte cercata nell'innalzamento avvenuto nella fase di ristrutturazione completa del Settecento. Il portale in marmo travertino è stato realizzato nel 1970. 

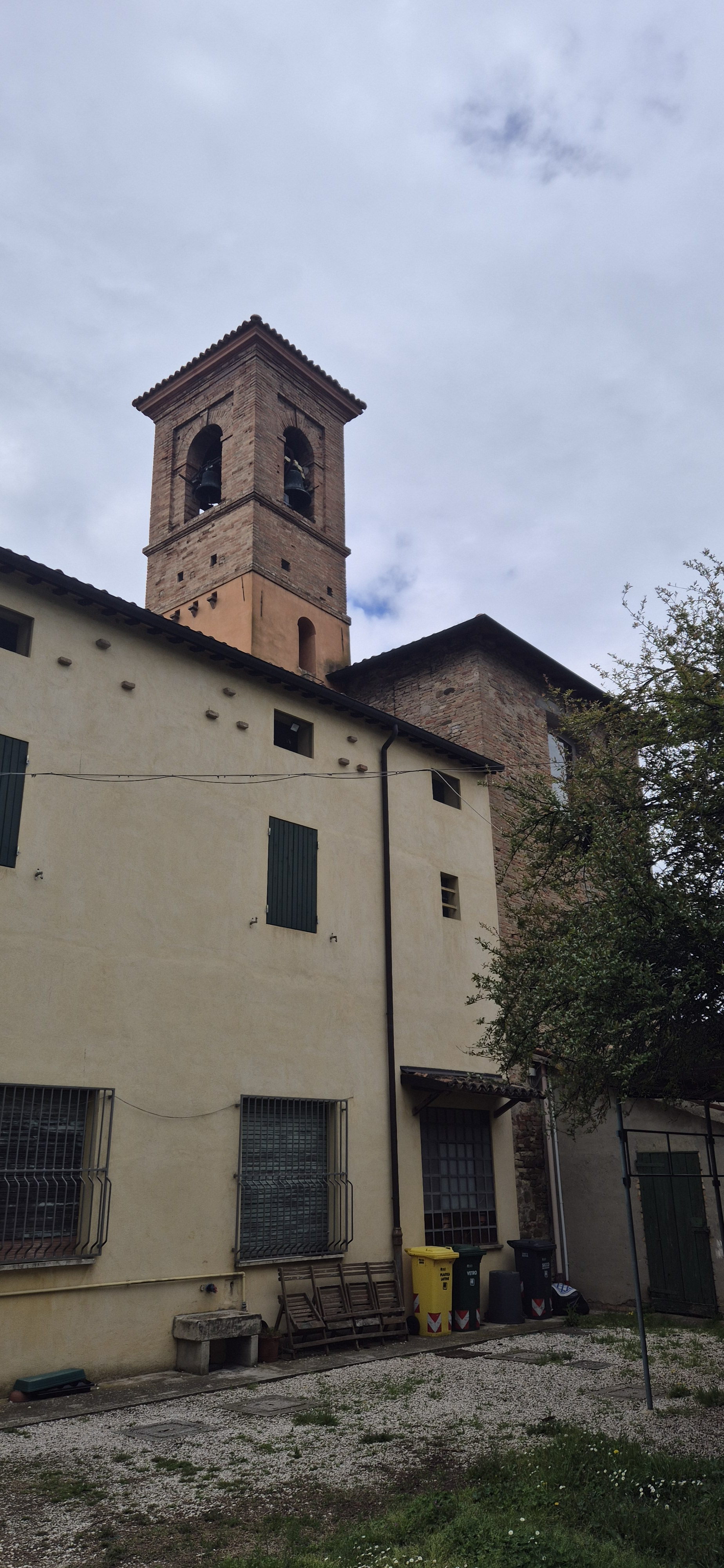
campanile con davanti la canonica

Il campanile fino ai restauri degli anni '70 del Novecento, presentava una balaustra percorribile che poi è stata sostituita con un tetto più funzionale. Esso è collocato vicino alla zona absidale. All'interno del muro si trova inserito un frammento marmoreo che fungeva da soglia alla chiesa fino ai restauri novecenteschi, ma forse era già di recupero da un sepolcro.
Sulla cima della chiesa si trova una statua bianca che raffigura la Madonna, posta in quel luogo nel 1949 a ricordo della Peregrinatio Mariae.

### Interno
Nell'interno sono presenti alcune opere di pregio. I quattro ovali in tela collocati lungo la navata ornavano il presbiterio della chiesa antica e sono ora disposti lungo la navata. Il quadretto della Beata Vergine delle Grazie è stato dipinto da Giuseppe Marchetti nel 1781. Il quadro della conversione di San Paolo potrebbe essere quello che fu commissionato nel Seicento dal parroco son Salaghi per la scomparsa chiesa di San Paolo. Esiste negli inventari della chiesa di Sant'Andrea dal 1771. Il quadro che raffigura Sant'Andrea viene da una non meglio specificata chiesa soppressa in periodo napoleonico. I due confessionali sono uno della fine del Settecento, l'altro dell'inizio dell'Ottocento. Il Crocifisso sopra l'Altare Maggiore è del 1789. La statua di Sant'Antonio Abate sostituisce una più antica statua lignea distrutta negli anni Settanta del Novecento ed è stata realizzata in Val Gardena nel 1949.